# Hermann Schrobsdorff

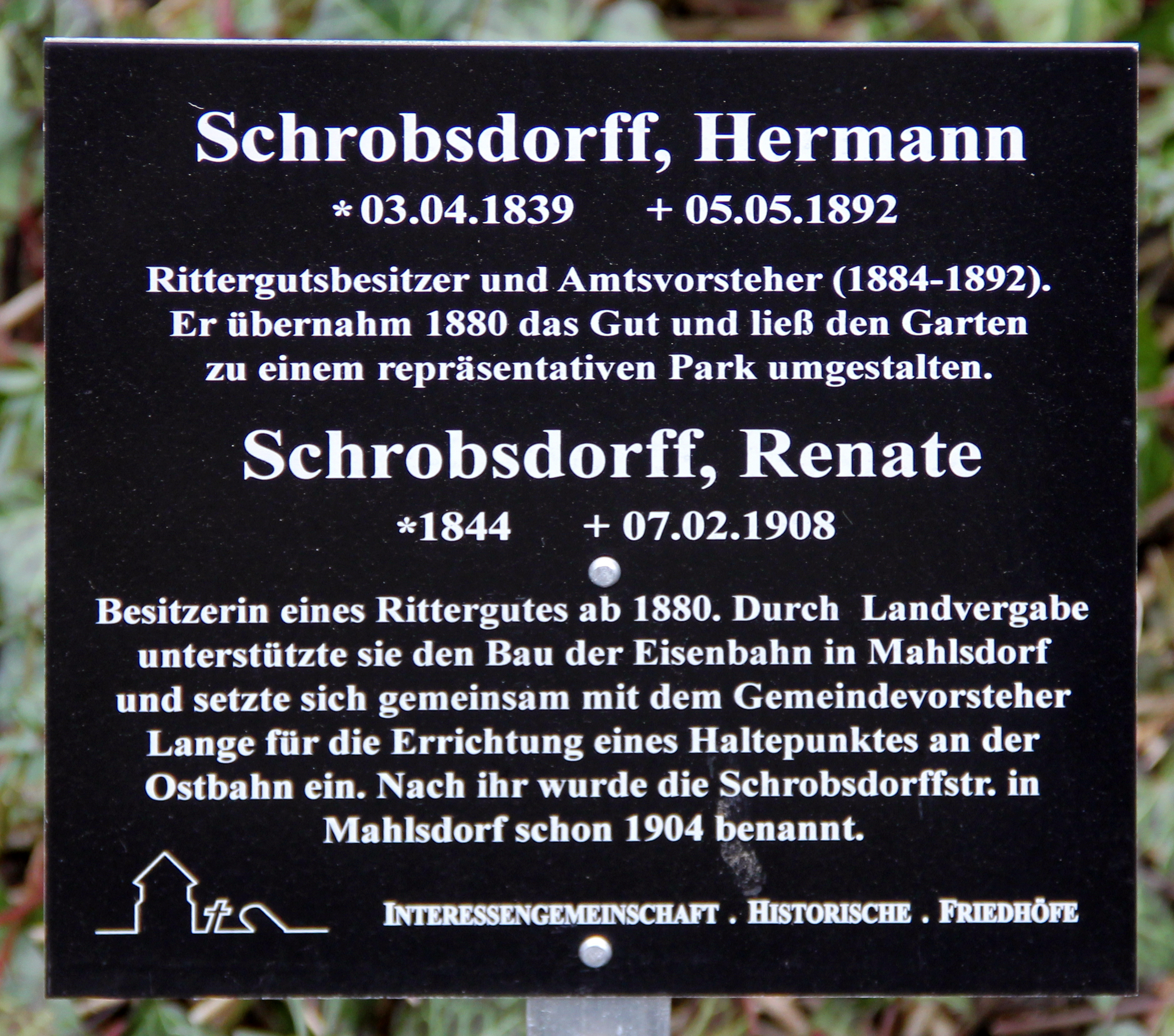
Gedenktafel in der Hönower Straße 13.

Hermann Schrobsdorff (* 3. April 1839; † 5. Mai 1892) war ein deutscher Gutsbesitzer.

## Wirken
Hermann Schrobsdorff war ein thüringischer Patrizier. Von 1884 bis zu seinem Tod war er Amtsvorsteher des IV. Bezirks im Kreis Niederbarnim (heute Berlin-Biesdorf).
Für den jüdischen Kaufmann Hermann Lachmann verwaltete Schrobsdorff dessen ehemaliges Rittergut in Mahlsdorf. 1880 erwarb Schrobsdorff selbst dann mit finanzieller Unterstützung von Sigismund von Treskow das Anwesen für 133.000 Taler. Zunächst baute er das darauf befindliche Gutshaus um, errichtete ein Taubenhaus und für den vorhandenen Weinberg eine Brennerei. Später ließ Schrobsdorff die ca. 17.000 m² große Gartenfläche des Anwesens stark reduzieren und bis zu seinem Tod vollends in eine repräsentative Parkanlage mit Wegesystem umgestalten. Nach seinem Tod erbten seine Ehefrau Renate, geborene Rückert (1844–1908), Nichte des Dichters Friedrich Rückert, und ihre beiden Töchter das Anwesen. Das Grab des Ehepaars befindet sich auf dem Friedhof an der Alten Pfarrkirche Mahlsdorf.

## Nachwirkungen

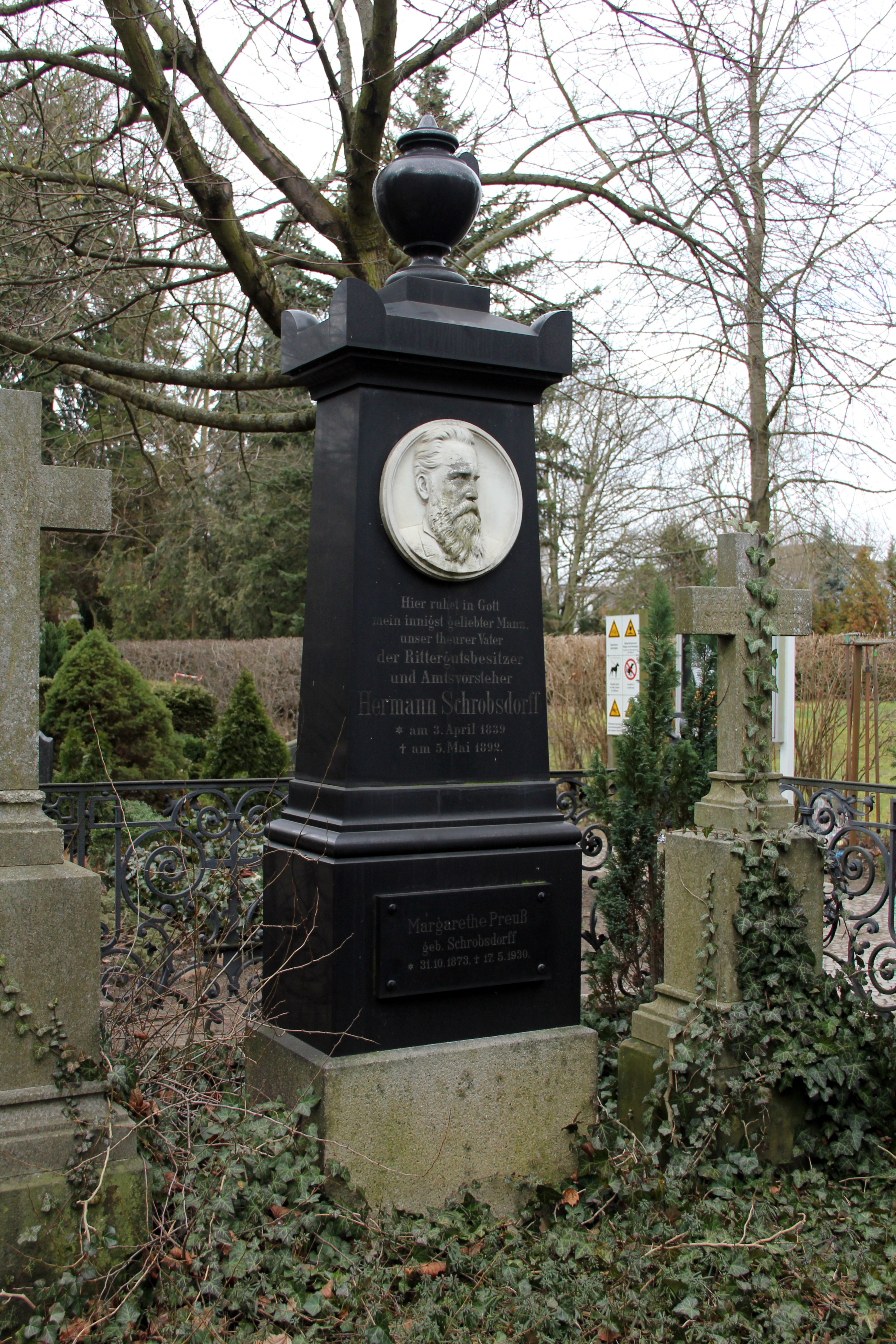
Grab

Im Jahre 1960 eröffnete Charlotte von Mahlsdorf ihr Gründerzeitmuseum im Gutsbesitzerhaus und 1972 wurde das Gutshaus unter Denkmalschutz gestellt. Das Wegesystem bildete die Grundlage für die von 1993 bis 1995 vollzogene denkmalgerechte Wiederherstellung der früheren Parkanlage.

## Namensgeberschaft der Schrobsdorffstraße
1904 wurde die Berliner Schrobsdorffstraße benannt. Lange Zeit war nicht eindeutig klärbar, ob diese nach Hermann oder Renate Schrobsdorff, die 1904 noch lebte, benannt wurde. Letztendlich stieß der Berliner Historiker Harald Kintscher auf ein Dokument Paul Großmanns aus dem Jahr 1929, das Renate Schrobsdorff eindeutig als Namensgeberin für die Straße nannte. Daraufhin einigte sich die zuständige Bezirksverordnetenversammlung auf Renate Schrobsdorff als Namensgeberin und ließ ein entsprechendes Zusatzschild anbringen.